# Galago zanzibaricus
El gálago de Zanzibar (Galagoides zanzibaricus) es una especie de primate estrepsirrino perteneciente a la familia Galagidae. Un adulto pesa de 100 a 300 gramos y mide entre 34 y 39,5 centímetros. Como las otras especies de gálago, su dieta consiste principalmente de frutas e insectos.

## Distribución geográfica y hábitat
Es endémico de los bosques de Tanzania (incluidas algunas islas del archipiélago de Zanzíbar).

## Subespecies
Se reconocen las siguientes:
- G. zanzibaricus zanzibaricus, del archipiélago de Zanzíbar
- G. zanzibaricus udzungwensis, de Tanzania continental